# 学校教育法施行令
学校教育法施行令（がっこうきょういくほうしこうれい、昭和28年政令第340号）は、学校教育法に基づいて定められた政令であり、義務教育に関する規定と認可、届出、指定に関する規定を主に行う。学校教育法はその規定の大半を文部科学省令に委任しているため同省令である学校教育法施行規則が参照される機会が多い。昭和28年（1953年）までは政令である学校教育法施行令は制定されていなかったが、地方自治法の一部を改正する法律の施行に伴う関係法令の整理に関する法律（昭和28年法律第213号）による学校教育法の改正で、それまで「監督庁の定める」とされていたものの一部が「政令で定める」とされたこと等に伴いこの政令が制定された。

## 構成
- 制定文
- 目次
  - 第1章 就学義務
    - 第1節 学齢簿（第1条-第4条）
    - 第2節 小学校、中学校、義務教育学校及び中等教育学校（第5条-第10条）
    - 第3節 特別支援学校（第11条-第18条）
    - 第3節の2 保護者及び視覚障害者等の就学に関する専門的知識を有する者の意見聴取（第18条の2）
    - 第4節 督促等（第19条-第21条）
    - 第5節 就学義務の終了（第22条）
    - 第6節 行政手続法の適用除外（第22条の2）

  - 第2章 視覚障害者等の障害の程度（第22条の3）
  - 第3章 認可、届出等 
    - 第1節 認可及び届出等（第23条-第28条）
    - 第2節 学期、休業日及び学校廃止後の書類の保存（第29条-第31条）

  - 第4章 技能教育施設の指定（第32条-第39条）
  - 第5章 認証評価（第40条）
  - 第6章 審議会等（第41条-第43条）
  - 附則